# گرو (فیلم ۲۰۲۰)
گِرو (کره‌ای: 담보; لاتین‌نویسی اصلاح‌شده: Dambo; مک‌کیون–ریشاور: lit: Collateral) یک فیلم درام خانوادگی محصول سال ۲۰۲۰ کره جنوبی به کارگردانی کانگ دای-گیو و تهیه کنندگی یون جه کیون است. این فیلم با بازی سونگ دونگ ایل، ها جی وون، کیم هی وون و پارک سویی، حول محور دو شر خر به نام‌های دو سوک (سونگ دونگ ایل) و جونگ بِی (کیم هی وون) می‌چرخد که دختر ۹ ساله‌ای به نام سونگ-یی (پارک سو یی) را به عنوان «گِرو» از مادرش که یک مهاجر غیرقانونی است می‌گیرند.